# بيتر مان (فلم)
بيتر مان (بالإنجليزية: Better Man) هو فيلم موسيقي سيرة ذاتية لعام 2024 شارك في كتابته وإنتاجه وإخراجه مايكل جرايسي، ويدور حول حياة مغني البوب البريطاني روبي ويليامز. تم تصوير ويليامز على أنه شمبانزي مجسم باستخدام صور منشأة الحاسوب، وأداه جونو ديفيز باستخدام التقاط الحركة، وتم أداء صوتيه بواسطة ويليامز وديفيز. يشارك في بطولة الفيلم أيضًا ستيف بيمبرتون، وكيت مولفاني، وأليسون ستيدمان، وديمون هيريمان.

## القصة
يحكي الفيلم قصة حياة المغني روبي ويليامز، ولكن مع تصوير ويليامز على أنه شمبانزي مجسم متحرك بالرسوم المتحركة الحاسوبية لأنه، كما يقول، كان يشعر دائمًا بأنه "أقل تطورًا من الأشخاص الآخرين". لا يعلق أي شخصية أخرى على مظهره، مما يعني أن هذا التصوير هو انعكاس لإدراك روبي لذاته وحالته العقلية.
في ثمانينيات القرن العشرين في ستوك أون ترينت، تعرض روبي البالغ من العمر ثماني سنوات للإهانة أثناء مباراة كرة قدم وغادر المكان غاضبًا. في المنزل، يجد العزاء في دعم جدته بيتي، كما يعلمه والده بيتر الغناء بأسلوب مستوحى من فرانك سيناترا - على الرغم من أنه يميل أيضًا إلى ترك روبي يشعر بأنه لا قيمة له. تظهر موهبة روبي المسرحية أثناء مسرحية مدرسية، حيث يثير تعافيه من حادث إعجاب الجمهور، لكن سعادته تنتهي بغياب بيتر.
بعد انفصال والديه، يتمسك روبي بالأشياء المرتبطة بوالده، وينقذها أثناء الانتقال إلى منزل أصغر "فيل ". كمراهق، يعلن روبي عن طموحه في أن يصبح مغنيًا مشهورًا على الرغم من الانتقادات أثناء جلسة الإرشاد المهني. تصل مثابرته إلى ذروتها عندما يعلم عن تجربة أداء لفرقة موسيقية في مانشستر. على الرغم من رفضه في البداية، إلا أن تصميم روبي وثقته بنفسه ضمنا له مكانًا في تيك ذات.
تميزت الأيام الأولى للفرقة بعروض متواضعة في النوادي المثلية، ولكنها تمكنت تدريجيًا من بناء قاعدة جماهيرية "لقد وجدت الجنة". أداء محوري لحشد من الفتيات المراهقات يدفعهن إلى النجومية "دي جي روك". مع نمو شهرتهما، يعاني روبي من الشك الذاتي، ويتشاجر مع مديره نايجل مارتن سميث حول السيطرة الإبداعية، ويبدأ في تعاطي المخدرات "أعد إشعال النار". تبلغ هذه التوترات ذروتها بطرد روبي من الفرقة بعد اجتماع في قصر غاري بارلو.
بعد رحيله، يقع روبي في دوامة الإدمان ، ويطارده الهلوسة التي ترمز إلى آلامه الداخلية "يأتي غير منتهى بشكل جيد". وعلى الرغم من النكسات الأولية، فإنه يشكل علاقة مع عضو من فرقة البوب أول سينتس، نيكول أبلتون "إنها هي"، وشراكة جديدة مع كاتب الأغاني جاي تشامبرز تشعل شرارة إحياء مسيرته المهنية "شيء جميل". أصدر روبي ألبومه المنفرد الأول، معززًا نجاحه كفنان منفرد "أرض الألف رقصة"، على الرغم من أن حياته الشخصية لا تزال مضطربة. علاقته مع نيكول تنتهي، ويعاني من فقدان بيتي "الملائكة".
في نيبورث، يواجه روبي أدنى نقطة في رحلته "دعني أمتعك". يؤدي عروضه أمام 125 ألف مشجع، وهو مشلول بالخوف ويعاني من تدهور صحته العقلية. في تسلسل رمزي، يخوض روبي معركة عنيفة مع تجسيدات مختلفة من ذاته الماضية - بما في ذلك نفسه عندما كان طفلاً صغيراً، والذي يذبحه بغضب. يواجه روبي صعوبة في إتمام الحفل، حيث يدرك أنه يجب عليه مواجهة مشاكله.
في أعقاب ذلك، يدخل روبي مركز إعادة التأهيل، ويخضع لعملية إزالة سموم شاقة ويبدأ في تغيير حياته. يتصالح مع أصدقائه وعائلته المنفصلين عنه، بما في ذلك لم شمل صادق مع صديق طفولته نيت وفراق ودي مع نيكول. يزور قبر بيتي، ويجد السلام في ذكراها، ويتعهد بأن يكون نسخة أفضل من نفسه "بيتر مان".
وينتهي الفيلم بأداء منتصر في قاعة ألبرت الملكية. يتصالح روبي مع والده بيتر على خشبة المسرح أثناء أداء أغنية "ماي واي". يقدم تحية صادقة لبيتي ويتناول في النهاية رؤى ذاته الماضية، ويحولها من أعداء إلى مصادر للنمو الشخصي. وفي لحظة أخيرة مؤثرة، يرى رؤية لنفسه عندما كان أصغر سناً بين الجمهور، مؤكداً بذلك هدفه في الإلهام والترفيه.

## طاقم التمثيل
- روبي ويليامز بدور نفسه (صوت)
  - جونو ديفيز بدور روبي ويليامز في هيئة الشمبانزي (صوت والتقاط الحركة)
  - آدم تاكر يقدم غناءً إضافيًا لروبي
  - كارتر جيه مورفي يقدم صوت روبي وهو طفل
- ستيف بيمبرتون بدور بيتر ويليامز، والد روبي
- كيت مولفاني بدور جانيت ويليامز، والدة روبي
- أليسون ستيدمان بدور بيتي ويليامز، جدة روبي
- ديمون هيرمان بدور نايجل مارتن سميث، مدير الفرقة في تيك ذات.
- رايشيل بانو بدور نيكول أبلتون، عضو في All Saints وخطيبة روبي.
- جيك سيمانس بدور جاري بارلو، عضو فرقة Take That.
- ليام هيد بدور هوارد دونالد، عضو فرقة Take That.
- جيسي هايد بدور مارك أوين، عضو فرقة Take That.
- تشيس فولينوايدر بدور جيسون أورانج، عضو فرقة Take That.
- توم بودج بدور جاي تشامبرز، شريك روبي في كتابة الأغاني.
- ليو هارفي-إليدج بدور ليام غالاغر، المغني الرئيسي لفرقة Oasis.
- كريس جان بدور نويل غالاغر، شقيق ليام وعضو فرقة Oasis.
- أنتوني هايز بدور كريس بريجز
- فريزر هادفيلد بدور نيت
- جون أوماي بدور تيري سوينتون
- جاك ماكمين بدور لوك
- جيمي كوندون بدور عضو الباباراتزي

## روابط خارجية
- بيتر مان على موقع IMDb (الإنجليزية)
- بيتر مان على موقع ميتاكريتيك (الإنجليزية)
- بيتر مان على موقع روتن توميتوز (الإنجليزية)
- بيتر مان على موقع ألو سيني (الفرنسية)
- بيتر مان على موقع أول موفي (الإنجليزية)
- بيتر مان على موقع فيلمافينيتي (الإسبانية)
- بيتر مان على موقع قاعدة بيانات الأفلام السويدية (السويدية)
- بيتر مان على موقع قاعدة بيانات الفيلم (الإنجليزية)
- بيتر مان على موقع ليتربوكسد (الإنجليزية)